# Тагамлик
Тагамли́к — річка в Україні, в межах Карлівського, Машівського та Новосанжарського районів Полтавської області. Ліва притока Ворскли (басейн Дніпра). У верхній течії називається Мокрий Тагамлик (на картах просто як Тагамлик).
==Історія та назва == Недалеко від Тагамлика було знайдено Перещепинський скарб — найбільший середньовічний скарб Східної Європи, що науковці, в тому числі дослідник і краєзнавець Валентин Посухов, доведено вважають похованням булгарського хана Кубрата, що відбулося близько 668р. н.е.

## Опис
Довжина річки 64 км, площа водозбірного басейну 525 км². Похил річки 0,9 м/км. Долина V-подібна, завширшки до 1 км, завглибшки до 30 м. Заплава завширшки до 100 м. Річище звивисте, завширшки до 2 м, влітку пересихає. Похил річки 0,95 м/км. Використовується на господарські потреби.

## Розташування
Тагамлик бере початок у селі Володимирівці. Тече на південний захід. Впадає до Ворскли біля села Пристанційного.
Основна притока: Сухий Тагамлик (ліва).
Тагамлик протікає біля північної околиці смт Машівки.